# Danilo Goffi
Danilo Goffi (* 3. Dezember 1972 in Legnano) ist ein italienischer Langstreckenläufer, der seine größten Erfolge im Marathon hatte.
1991 wurde er europäischer Juniorenmeister über 10.000 m. Bei den Halbmarathon-Weltmeisterschaften 1993 in Brüssel belegte er den 63. Platz. Zwei Jahre später bei den Halbmarathon-Weltmeisterschaften in Belfort kam er auf Platz 13 und gewann mit der italienischen Mannschaft Bronze. Im selben Jahr gewann er bei seinem Debüt über die 42,195-km-Distanz den Venedig-Marathon. Er wurde damit italienischer Meister und qualifizierte sich für den Marathon der Olympischen Spiele in Atlanta, bei denen er Neunter wurde.
1997 wurde er Neunter beim Rotterdam-Marathon und Vierter bei den Leichtathletik-Weltmeisterschaften in Athen. Im Jahr darauf wurde er Siebter beim CPC Loop Den Haag, Dritter in Rotterdam und war als Silbermedaillengewinner bei den Leichtathletik-Europameisterschaften in Budapest Teil eines rein italienischen Podiums, das außer ihm aus Stefano Baldini (Gold) und Vincenzo Modica (Bronze) bestand. Bei den Halbmarathon-Weltmeisterschaften in Uster belegte er Rang 25.
1999 wurde er Fünfter bei den Weltmeisterschaften in Sevilla und Elfter beim New-York-City-Marathon, 2000 Zehnter beim London-Marathon und 2001 Vierter bei der Maratona di Sant’Antonio und Fünfter beim Berlin-Marathon.
Nach einem zweiten Platz beim Turin-Marathon 2002 wurde er für die Europameisterschaften in München nominiert, bei der er auf dem 13. Platz einlief.
Fünften Plätzen beim Mailand-Marathon 2003 und bei der Maratona di Sant’Antonio 2004 folgte ein zweiter in Venedig 2004. 2005 siegte er in Turin, und 2006 wurde er Siebter beim Hamburg-Marathon und Elfter bei den Europameisterschaften in Göteborg. 2007 wurde er Sechster in Venedig und 2009 Vierter beim Florenz-Marathon.
Neben seinem nationalen Marathontitel von 1996 wurde er auch je einmal italienischer Meister im Halbmarathon (1996) und über 10.000 m (1998).
Danilo Goffi ist 1,73 m groß und wiegt 52 kg. Er wird von Luciano Gigliotti trainiert und startet für die Carabinieri Bologna.

## Persönliche Bestzeiten
- 5000 m: 13:44,64 min, 8. Juni 1995, Rom
- 10.000 m: 28:28,39 min, 5. Mai 1996, Pietrasanta
- Halbmarathon: 1:01:49 h, 29. März 1998, Den Haag
- Marathon: 2:08:33 h, 19. April 1998, Rotterdam